# Référendum constitutionnel cubain de 2019
Le référendum constitutionnel cubain de 2019 a lieu le 24 février 2019 afin de permettre à la population de se prononcer sur l'adoption d'une nouvelle Constitution.
Cette dernière est approuvée par une majorité de 90,61 % de votes favorables, totalisant 78,29 % des inscrits.

## Contexte
La précédente constitution de 1976 a été adoptée avec presque 98 % des voix.
Après la mort de Fidel Castro en 2016, les élections législatives de mars 2018 (effectuées dans le cadre du parti unique) aboutissent à l'élection de Miguel Díaz-Canel à la tête de l'État et du gouvernement. Dans le même temps, la libéralisation très partielle de l'économie socialiste du pays se poursuit.

## Proposition de Constitution
La Constitution de Cuba date de 1976. Elle entérine la révolution cubaine en posant le cadre d'une économie planifiée et en confirmant la responsabilité de l'État de pourvoir à tous les Cubains l'éducation et les soins médicaux. 
Cette première version est approuvée par le Parlement en juillet 2018, reconnaît le rôle de l'économie de marché et les « formes de propriétés comme la coopérative, la propriété mixte et la propriété privée » (art. 21), tout en réaffirmant l'importance de la planification économique et des entreprises publiques. Il interdit toute discrimination fondée sur le sexe, les origines ethniques et le handicap, et définit le mariage comme « l'union consensuelle de deux personnes, quel que soit leur sexe », permettant ainsi le mariage homosexuel. Sur le plan des institutions politiques, il préserve le rôle dominant du Parti communiste de Cuba, mais fonde un poste de président de la République et un poste distinct de Premier ministre, alors que depuis 1976 la direction de l'État et du gouvernement est exercée par le président du Conseil d'État. Un candidat à la présidence de la République ne devra pas être âgé de plus de 60 ans, et ne pourra exercer que deux mandats consécutifs,,,. Enfin, le projet de constitution réaffirme le caractère socialiste de l'État, tout en conservant la notion d'« objectif suprême [...] de l’avancée vers la société communiste », inscrite dans la Constitution de 1976 — Une société communiste étant, dans la théorie marxiste, une société sans État —. Initialement supprimée du premier projet, cette dernière notion est finalement conservée à l'issue des débats parlementaires.
Après une phase de consultation populaire, le texte définitif est rédigé par une commission parlementaire de trente-trois députés, présidée par Raúl Castro en sa qualité de premier secrétaire du comité central du Parti communiste de Cuba . Est alors retirée du projet l'élection du président de la République au suffrage universel direct, bien que la limite de deux mandats présidentiels consécutifs de cinq ans soit préservée. Et face au « rejet d’une partie de la population et des Églises catholique et évangéliques », le projet de Constitution ne légalise finalement pas le mariage homosexuel. Le gouvernement prévoit plutôt de le légaliser par un amendement ultérieur au code de la famille, qui serait soumis à un référendum séparé.
Cette proposition de Constitution inclut le droit à l’habeas corpus, le droit à un avocat pour toute personne dès son arrestation, la présomption d'innocence, et le droit de porter plainte contre l'État pour dommages et intérêts et pour négligence.

## Campagne

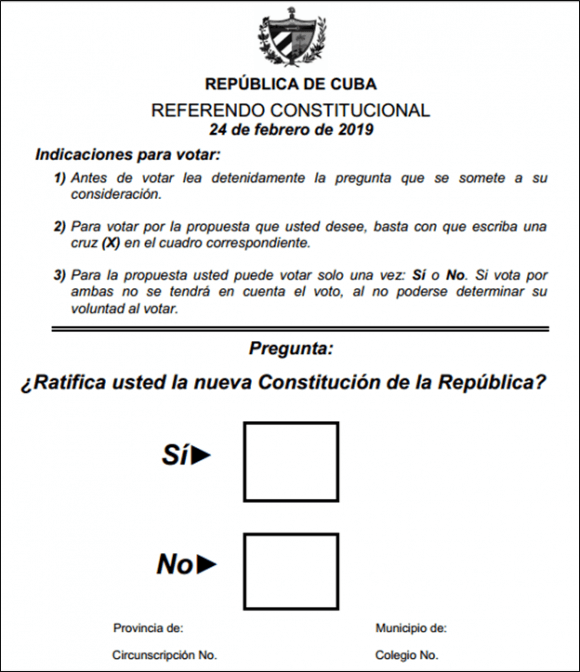
Bulletin de vote utilisé

### Déroulement
Du 13 août au 15 novembre 2018, les Cubains sont invités à débattre du projet de Constitution, « dans les entreprises, les écoles, les universités et les quartiers ». Le gouvernement invite explicitement les Cubains installés à l'étranger, dont les exilés, à participer aux débats — « une première depuis la révolution de 1959 ». Le président Miguel Díaz-Canel assure que « chaque Cubain pourra exprimer librement ses opinions » durant ces discussions. Les débats pourront aboutir à des amendements marginaux au projet de Constitution, qui sera ensuite soumis à l'approbation des citoyens par référendum le 24 février. Ainsi des demandes comme la démocratisation du système politique sont refusées par les autorités cubaines .
En septembre, Miguel Díaz-Canel se dit favorable à titre personnel à la légalisation du mariage homosexuel, tout en précisant que la décision en reviendra à la population. L'Église catholique à Cuba, pour sa part, s'oppose « fortement » à cette légalisation. L'archevêque de Santiago de Cuba, Dionisio Garcia, estime ainsi publiquement que le mariage homosexuel est contraire à la culture cubaine, et contre-nature. Il le décrit comme une forme de « colonialisme idéologique » et d'« impérialisme culturel » voulu par les « lobbys » des pays riches. Cette opposition des églises amène le gouvernement à différer cette légalisation en la retirant du projet de Constitution, pour la mettre en œuvre via un amendement ultérieur du code de la famille.
À la clôture de la phase de consultation en novembre, les autorités indiquent que « 7,4 millions de Cubains — sur 11 millions d’habitants — ont participé à 110 000 débats, organisés par quartier, centre de travail ou encore université ».
Au cours des mois qui suivent, les espaces publics du pays sont dédiés à la campagne du gouvernement pour le « oui ». Celle-ci est diffusée également à la télévision et sur les réseaux sociaux .

### Opposition
L'opposition appelle à voter non ; elle n'a pas accès aux espaces publics, mais est active sur les réseaux sociaux, auxquels les Cubains ont accès grâce notamment au déploiement de la 3G dans le pays en décembre 2018. Toutefois elle indique que les sites Internet d’opposition aux autorités communistes étaient inaccessibles les derniers jours de la campagne. Par ailleurs il n’était pas autorisé une autorité électorale indépendante et des observateurs internationaux pour garantir la transparence du vote .

## Conditions
En accord avec l'article 141 de la constitution de 1976, celle-ci ne peut être modifiée que par un vote des deux tiers des membres de l'Assemblée Nationale, suivi d'un référendum pour lequel est requis un quorum de 50 % des électeurs inscrits sur les listes électorales en faveur de la proposition.
La question posée est : « Ratifiez-vous la nouvelle Constitution de la République ? » (en espagnol : « ¿ Ratifica usted la nueva Constitución de la República ? »).
Pour être validé, le changement de constitution doit être approuvé par une majorité absolue du total des inscrits sur les listes électorales, en accord avec l'article 137 de la constitution de 1976 alors en vigueur.

## Résultats
| Choix             | Votants   | Votants | Inscrits | Inscrits |
| Choix             | Voix      | %       | %        | Quorum   |
| ----------------- | --------- | ------- | -------- | -------- |
| Pour              | 6 816 169 | 90,61   | 78,29    | ✔ 50 %   |
| Contre            | 706 400   | 9,39    | 8,11     |          |
|                   |           |         |          |          |
| Votes valides     | 7 522 569 | 95,85   | 86,41    |          |
| Votes blancs      | 198 674   | 2,53    | 2,28     |          |
| Votes invalides   | 127 100   | 1,62    | 1,46     |          |
| Total des votants | 7 848 343 | 100,00  | 90,15    |          |
|                   |           |         |          |          |
| Abstentions       | 857 380   |         | 9,85     |          |
| Inscrits          | 8 705 723 | 100,00  |          |          |

Répartition des suffrages exprimés :
| Pour 6 816 169 (90,61 %) |  | Contre 706 400 (9,39 %) |
| ▲                        |  |                         |
| Majorité absolue         |  |                         |

Répartition des inscrits :
| Inscrits pour (78,29 %) |  |  | Autres inscrits (21,71 %) |
| ▲                       |  |  |                           |
| Quorum                  |  |  |                           |

## Analyse et suites

Pourcentages de votes favorables par province

Le total de votes favorables totalise 78,29 % des inscrits, soit bien au-delà du quorum de 50 %, ce qui permet de valider le changement de constitution. La nouvelle loi fondamentale est par conséquent promulguée le 10 avril 2019.
L'article transitoire no 11 de la nouvelle constitution précise qu'un nouveau processus de consultation populaire suivi d'un référendum doit être organisé dans les deux ans sur la question de la définition du mariage. Celui-ci est finalement organisé le 22 septembre 2022.
La loi électorale, votée le 13 juillet 2019, prévoit que le Conseil d'État soit dirigé par le président de l'Assemblée nationale, tandis que ces deux institutions voient leur nombre de membres baisser. Par ailleurs, le président de la République et son vice-président seront élus en octobre 2019 au suffrage indirect, avant que le Premier ministre ne soit désigné en décembre.